# Bo G. Erikson
Bo Gustaf Erikson, känd som Bo G. Erikson, född 16 juni 1933 i Uppsala församling, Uppsala län, är en svensk journalist, programledare, producent och författare.

## Biografi
Erikson, uppväxt i Norby, Uppsala, blev filosofie magister i Uppsala i historia och litteraturhistoria 1959, var anställd på Upsala Nya Tidning 1959–1963, på Dagens Nyheter 1963–1965, på Sveriges Radios Dagens eko 1965–1969, TV 2 Rapport 1969–1973 och blev chef för vetenskapsredaktionen på Kanal 1 1987. Åren 1971–2003 ledde han det populärvetenskapliga TV-programmet Vetenskapens värld. Parallellt med denna serie producerade Erikson en rad internationella vetenskapliga TV-dokumentärer i ekonomisk samproduktion med Sveriges Television, BBC, WGBH i Boston, tyska NDR, italienska RAI, japanska NHK samt de nordiska länderna. Flera produktioner tillkom i samarbete med fotografen Lennart Nilsson (Sagan om livet) och arkeologen Björn Ambrosiani (Birka Vikingastaden). Sedan 1993 drivs företaget Bo G Erikson Television AB tillsammans med hustrun Madeleine von Rohr.
Under studieåren i Uppsala ledde Erikson en egen jazzorkester. Sonen Martin är artisten E-Type.

## TV-dokumentärer i urval
- Världens vapen, 6x50 min (1975)
- En resa genom människokroppen (1977)
- Det första svenska provrörsbarnet (1982)
- Sagan om livet (1982)
- The Baby - musikal Broadway, New York (1983)
- Sagan om Sverige, 3x50 (1985)
- Vårt inre universum, 3x50 (1989)
- Birka Vikingastaden, 6x60 (1991-96)
- Livets mirakel, 3x60 (1996)
- Titanics glömda syster (1997)
- Vikingar i öst & Vikingar i väst (1999)
- Kärlekens mirakel (1999)
- Nobelpriset 100 år (2001)
- John Ericsson - ett jubilerande geni (2003)
- Flyget i Sverige, 2x60 (2003)
- Berättelser från det lärda Uppsala, 5x30 (2005-2007)

## Priser och utmärkelser
- Stora journalistpriset (1975)
- Club 100-priset (1975)
- Hedersdoktor vid Uppsala universitet (1994)[4]
- Svenska Akademiens Karin Gierow-pris (1995)
- Nils Gustav Rosén-priset (1999)
- Medalj 8:e storleken Serafimerordens band (2000)
- Bureus-priset, Kungl Gustav Adolf Akademien (2016)
- Hedersledamot Uplands nation, Uppsala (2017)
- Grand Prix Festival International, Paris (1977)
- Best Foreign TV Programme Award, London (1982)
- The Peabody Award, USA (1982)
- Gold Award, New York Film & TV Festival (1982)
- Prix Futura, Berlin (1983)
- International Emmy Award, New York (1983)
- Prix Italia (1984)
- National Emmy Award, New York (1984)
- Magnolia Award, Shanghai TV Festival (1992)
- Prix Leonardo Grand Prix (1993)
- International Emmy Award, New York (1996)
- Grand Prix, Science Film Festival, Montreal (1996)
- Grand Prix, The Golden Dragon, Beijing (1999)